# Saison 1999 de l'équipe cycliste Home-Jack & Jones
La saison 1999 de l'équipe cycliste Home-Jack & Jones est la deuxième de cette équipe. Torben Kølbæk est le manager général. Torben Kølbæk, Alex Kjeld Pedersen, Per Pedersen et Christophe Desimpelaere sont directeur sportifs. Les vélos sont de marque Peugeot

## Effectif
Quinze coureurs constituent l'effectif de l'équipe.
| Effectif 1999                     | Effectif 1999     | Effectif 1999       | Effectif 1999           |
| Cycliste                          | Date de naissance | Pays                | Équipe précédente       |
| --------------------------------- | ----------------- | ------------------- | ----------------------- |
| Christian Andersen                | 18 juin 1967      | Royaume du Danemark | Aki-Gipiemme (1995)     |
| Michael Blaudzun                  | 30 avril 1973     | Danemark            | Deutsche Telekom (1998) |
| Federico Colonna                  | 17 août 1972      | Italie              | Asics-CGA (1998)        |
| Marc Strange Jacobsen             | 8 février 1972    | Royaume du Danemark |                         |
| René Jørgensen                    | 26 juillet 1975   | Danemark            |                         |
| Mikael Kyneb                      | 5 mars 1972       | Danemark            | PSV Köln (1997)         |
| Nicolaj Bo Larsen                 | 10 novembre 1971  | Danemark            | TVM-Farm Frites (1998)  |
| Danny Nelissen (1 janv.–31 janv.) | 10 novembre 1970  | Pays-Bas            | Rabobank (1997)         |
| Michael Steen Nielsen             | 15 février 1975   | Royaume du Danemark |                         |
| Arvis Piziks                      | 12 septembre 1969 | Lettonie            | Rabobank (1997)         |
| Michael Rosborg                   | 15 mars 1971      | Royaume du Danemark |                         |
| Michael Sandstød                  | 23 juin 1968      | Danemark            |                         |
| Juris Silovs                      | 27 janvier 1973   | Lettonie            |                         |
| Jesper Skibby                     | 21 mars 1964      | Danemark            | TVM-Farm Frites (1997)  |
| Marc Streel                       | 12 août 1971      | Belgique            | Casino (1998)           |
|                                   |                   |                     |                         |
| Source : Cycling Archives         |                   |                     |                         |